# Protagonisti - Vol. 1
Protagonisti - Vol. 1 è una raccolta dei Rondò Veneziano.
Riprende con scaletta diversa i brani di G. P. Reverberi - Rondò Veneziano.

## Tracce
1. Stagioni di Venezia (Gian Piero Reverberi e Ivano Pavesi) - 3:11
2. Nuvole a colori (Gian Piero Reverberi e Ivano Pavesi) - 4:32
3. Corteo dei dogi (Gian Piero Reverberi e Ivano Pavesi) - 4:32
4. Rondò veneziano (versione del 1992) (Gian Piero Reverberi e Laura Giordano) - 3:20
5. Burano (Gian Piero Reverberi e Ivano Pavesi) - 3:19
6. Murano (Gian Piero Reverberi e Ivano Pavesi) - 3:21
7. Ponte dei Sospiri (Gian Piero Reverberi e Ivano Pavesi) - 4:14
8. La Serenissima (versione del 1992) (Gian Piero Reverberi e Laura Giordano) - 2:12
9. Antichi ricordi (Gian Piero Reverberi e Ivano Pavesi) - 3:49
10. Voli e vele (Gian Piero Reverberi e Ivano Pavesi) - 3:06